# 凱拉維里山
15°24′07″S 71°52′53″W / 15.40194°S 71.88139°W
凱拉維里山（Cairahuiri），是秘魯的山峰，位於該國南部阿雷基帕大區，由卡伊尤馬省的塔派區負責管轄，屬於奇拉山脈的一部分，海拔高度5,000米。